# Northern Beaches (Sydney)
 (mars 2014).
Si vous disposez d'ouvrages ou d'articles de référence ou si vous connaissez des sites web de qualité traitant du thème abordé ici, merci de compléter l'article en donnant les références utiles à sa vérifiabilité et en les liant à la section « Notes et références ».

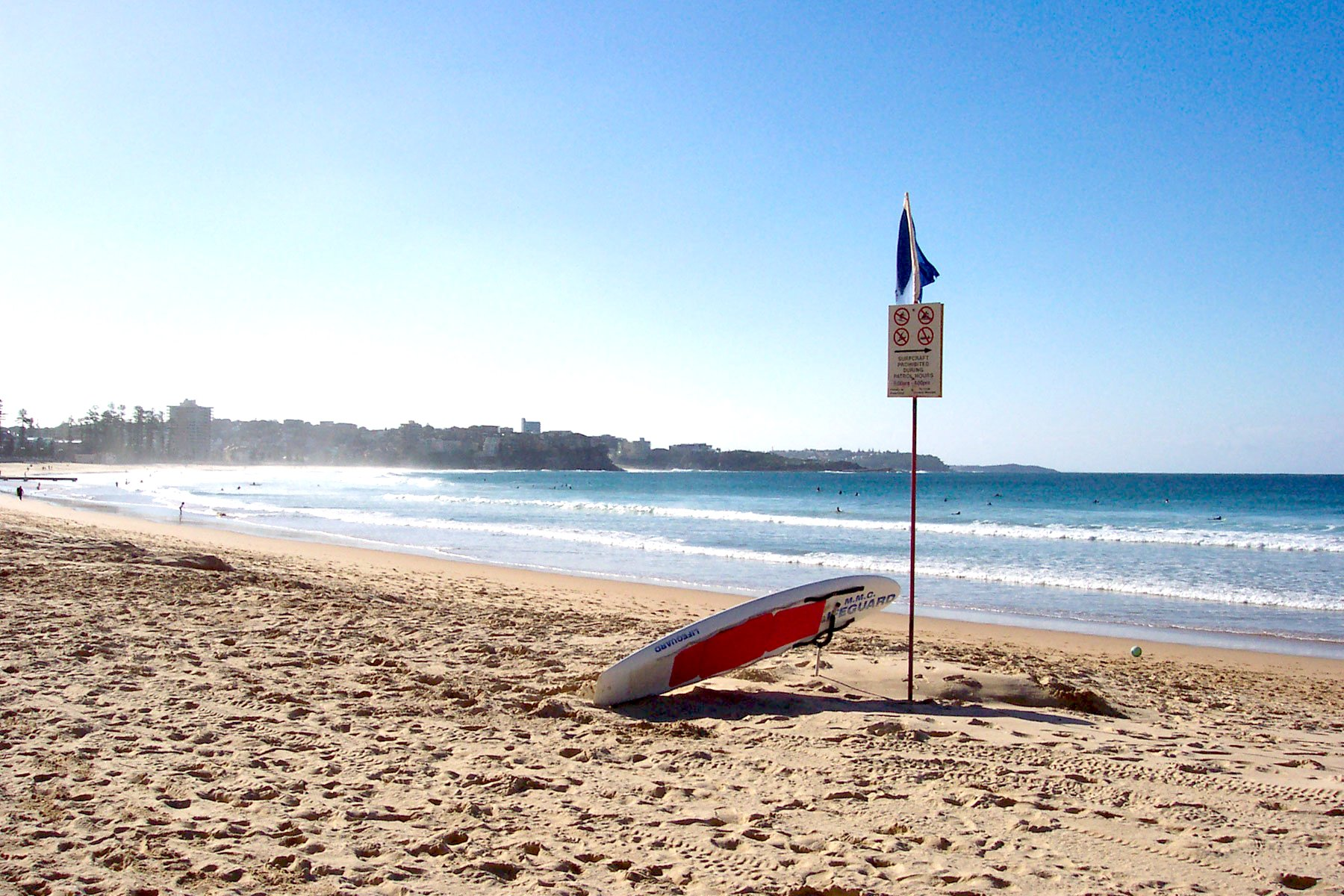
Manly beach

Les Northern Beaches (en français, « plages du nord ») est une région des banlieues côtières nord de Sydney, dans l'État de Nouvelle-Galles du Sud en Australie, situé près de la côte de l'océan Pacifique. Cette zone s'étend vers le sud à l'entrée de Port Jackson (Sydney Harbour), à l'ouest de Middle Harbour et au nord de l'entrée de Broken Bay.
Les Northern Beaches comprennent entièrement les zones d'administration locale de Manly, Warringah et Pittwater. Le recensement australien de 2006 dénombre 215 106 habitants. La région est également connue pour sa boisson culture, « the surfer boy who never grew up » (« surfies »)[pas clair] et, comme son nom l'indique, ses plages. Ne disposant pas d'une ligne de chemin de fer et en raison de la congestion croissante, la région est desservie par des bus longs trajets, comme le L88 et L90.

## Banlieues

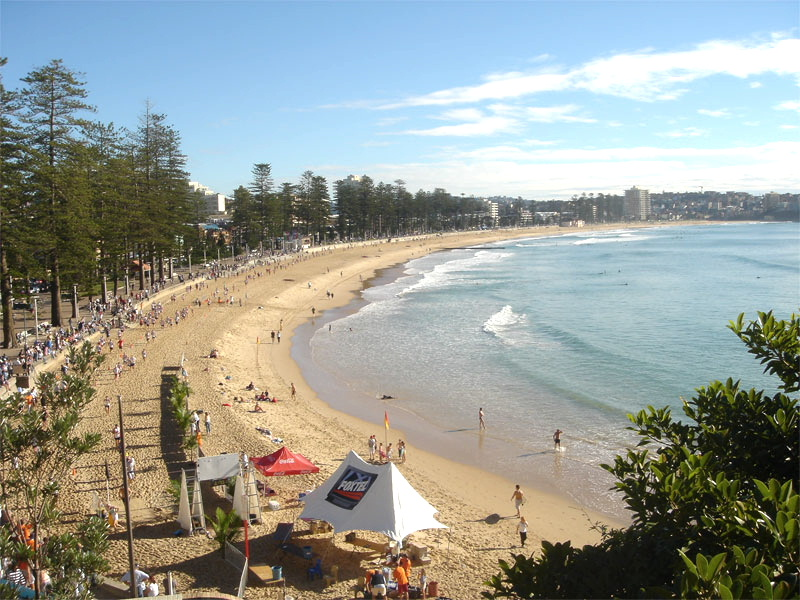

### Warringah
Les banlieues[pas clair] de la région de Northern Beaches au sein du Conseil de Warringah sont :
- Allambie Heights
- Beacon Hill
- Belrose
- Brookvale
- Collaroy
- Collaroy Plateau
- Cottage Point
- Cromer
- Curl Curl
- Davidson
- Dee Why
- Duffys Forest
- Forestville
- Frenchs Forest
- Freshwater
- Ingleside
- Killarney Heights
- Manly Vale
- Narrabeen
- Narraweena
- North Balgowlah
- North Curl Curl
- North Manly
- Oxford Falls
- Queenscliff
- Terrey Hills
- Wheeler Heights

### Manly
Les banlieues de la région de Northern Beaches au sein du Conseil de Manly sont -
- Balgowlah
- Balgowlah Heights
- Clontarf
- Fairlight
- Manly
- Seaforth

### Pittwater
Les banlieues de la région de Northern Beaches au sein du Conseil de Pittwater sont - 
- Avalon
- Bayview
- Bilgola
- Bilgola Plateau
- Careel Bay
- Church Point
- Clareville
- Coasters Retreat
- Elanora Heights
- Elvina Bay
- Mackerel Beach
- Morning Bay (Towlers Bay)
- Ingleside
- Lovett Bay